# Éclairement énergétique

Irradiance spectrale solaire (distribution du rayonnement solaire).

L’éclairement énergétique ou irradiance est un terme radiométrique qui quantifie la puissance d'un rayonnement électromagnétique frappant par unité de surface perpendiculaire à sa direction. C'est la densité surfacique du flux énergétique arrivant au point considéré de la surface. Dans le Système international d'unités, elle s’exprime en watts par mètre carré (W/m2 ou W m−2). La grandeur d'émission associée est l'exitance.
La distribution hémisphérique de l'éclairement énergétique reçu sur un élément de surface est la luminance énergétique. L'équivalent en photométrie de l'éclairement énergétique est l'éclairement lumineux.
L'éclairement énergétique ne considère que l'énergie arrivant sur l'élément de surface, par opposition à l'énergie émise par cet élément, qui est l'exitance.
L'irradiance peut être mesuré à l'aide d'un albédomètre.

## Photométrie
En photométrie l'éclairement qualifie communément la puissance du flux lumineux reçu par unité de surface. Voici quelques ordres de grandeur :
- l'éclairement solaire au sommet de l'atmosphère terrestre (constante solaire) est de 1 360,8 W m−2. Cette puissance par unité de surface au sol est de l'ordre de 1 000 W m−2 à midi solaire. L'effet d'une simple loupe permet d'atteindre un éclairement presque mille fois supérieur, égal à environ 1 MW m−2 ou, dans une unité plus pratique, 100 W cm−2. Il est capable d'enflammer un papier ou un corps organique fin et sec ;
- un banal stylo laser émet un flux lumineux cohérent d'environ 1 mW par une fine section circulaire de 2 mm de diamètre. Ce flux de photons peut être dangereusement focalisé par le récepteur oculaire performant qu'est l'œil humain en un point de 10 µm de diamètre, ce qui représente 167 fois la vision directe du Soleil ;
- un bistouri laser au CO2, émettant à une longueur d'onde infrarouge de 10,6 µm, éclaire de 5 à 50 mW mm−2, ce qui est suffisant pour découper en la chauffant légèrement une tranche de chair.

## Détermination
L'éclairement d'une onde lumineuse monochromatique en question est déterminé par son champ électrique par :
{\displaystyle I\approx {\frac {c\,n\,\varepsilon _{0}}{2}}|E|^{2}},
avec :
{\displaystyle E}, l'amplitude complexe de l'onde du champ électrique ;
{\displaystyle n}, l'indice de réfraction du milieu ;
{\displaystyle c}, la vitesse de la lumière dans le vide ;
{\displaystyle \varepsilon _{0}}, la permittivité du vide.
On considère dans cette formule que la susceptibilité magnétique est négligeable, c'est-à-dire que {\displaystyle \mu _{r}\approx 1}, où {\displaystyle \mu _{r}} est la susceptibilité magnétique du rayon lumineux. Cette approximation est notamment valide pour une onde dans le spectre visible et dans un milieu transparent.
L'éclairement énergétique est également la moyenne temporelle de la composante du vecteur de Poynting perpendiculaire à la surface.